# Novaja Ljalja
Novaja Ljalja (Russisch: Новая Ляля) is een Russische stad ten oosten van de Oeral op de grens van de Centrale Oeral en de Noordelijke Oeral aan de rivier de Ljalja (stroomgebied van Ob) op 306 kilometer ten noorden van Jekaterinenburg en 61 kilometer ten zuiden van Serov. Novaja Ljalja is het bestuurlijk centrum van het district Novoljalinski.

## Geschiedenis
De plaats werd gesticht in 1723 toen er een staatskopersmelterij werd gesticht, die echter alweer werd gesloten in 1744. Vanaf het begin van de 20e eeuw werd het een centrum voor houtkapbedrijven en houtverwerkingsbedrijven en de cellulose-papierindustrie. In 1938 kreeg Novaja Ljalja de status van stad.
De naam is afgeleid van de hydroniem "Ljalja" (Wogoels: "rivier van de vijanden"). Novaja (nieuw) Ljalja staat tegenover de plaats Staraja Ljalja (oud Ljalja).

## Economie
Het belangrijkste bedrijf van Novaja Ljalja is de cellulose-papier combinatie van Novaja Ljaja (Новолялинский целлюлозобумажный комбинат) waar cellulose, papier, karton en meubels worden gemaakt.
Daarnaast zijn er houtbedrijven en bevindt zich er een zuivelfabriek.
In de buurt van het stadje worden graan, aardappelen en groenten verbouwd en wordt er vee gehouden.
In het district bevinden zich ertslagen van alluviaal goud en platinum.

## Demografie
| 1959   | 1970   | 1979   | 1989   | 2002   |
| ------ | ------ | ------ | ------ | ------ |
| 17.800 | 17.000 | 16.900 | 15.700 | 14.600 |